# Bill Stewart (jégkorongozó, 1961)
William „Bill” Stewart (The Pas, Manitoba, 1961. december 7. –) kanadai jégkorongozó.

## Pályafutása
Komolyabb junior karrierjét a Western Hockey League-es New Westminster Bruinsban kezdte 1978–1979-ben. Mindössze 8 mérkőzést játszott ekkor. 1979 nyarán felvételt nyert a Denveri Egyetemre és négy évig tanult ezen az egyetemen, miközben mind végig az egyetemi csapat tagja volt. Az 1980-as NHL-drafton a Minnesota North Stars kiválasztotta a 7. kör 142. helyén. A National Hockey League-ben sosem játszott. 1983-ban lediplomázott és elkezdte a profi karrierjét a CHL-es Salt Lake Golden Eaglesben. Az 1984–1985-ös szezonban az American Hockey League-es Springfield Indians játszott 2 mérkőzést majd a IHL-es Indianapolis Checkersben 6-ot. Ezután visszavonult.

## Visszavonulása után
Visszatért Denverbe, és brókerként dolgozott, és az így szerzett pénzből a 2000-es évek elején megvette az ECHL-es Richmond Renegades jégkorong csapatot, aminek az elnöke is lett. 2003-ban márciusában a csapat megszűnt. 2002. augusztus 12-én tulajdonjogot vett a Central Hockey League-ben újonnan alakuló csapatban és rövid ideig társtulajdonos is volt.